# Heidelberg
Heidelberg (pronuncia in italiano: /ˈ(h)aidelbɛrɡ/, pronuncia in tedesco standard: [ˈhaɪ̯dl̩bɛɐ̯k] ; in alemanno Heidelbärg; in tedesco palatino: Heidlberg; in italiano desueto Aidelberga o Eidelberga) è una città extracircondariale tedesca di 162 273 abitanti (2019), situata nello stato federato Baden-Württemberg sulle rive del fiume Neckar. È un importante centro industriale (per le numerose industrie del tabacco, meccaniche, cartarie ed elettrotecniche), ma soprattutto universitario, poiché ospita la più antica università della Germania, fondata nel 1386 da Roberto I, oltre ad altri importanti e prestigiosi centri culturali e scientifici a livello mondiale (Società Max Planck, Heidelberger Akademie der Wissenschaften, Laboratorio Europeo di Biologia Molecolare). I dati demografici rendono evidente quanto l'attività universitaria sia importante in questa città: degli oltre 150 000 residenti, circa 30 000 sono studenti.

## Geografia fisica

### Territorio
Heidelberg è situata nel bassopiano dell'alto Reno, prevalentemente sulla riva sinistra del Neckar, nel fondovalle delimitato dai colli Königstuhl (568 m), Gaisberg (375 m) e Heiligenberg (445 m). Il Neckar scorre qui da Est a Ovest, e sfocia nel Reno presso Mannheim, circa 22 km a nordovest. Heidelberg è in ordine di grandezza la quinta città del Baden-Württemberg. È sede del Distretto Reno-Neckar, e con Mannheim e Ludwigshafen am Rhein forma la Regione metropolitana Reno-Neckar in cui risiedono circa 2 350 000 abitanti (dati 2015).

I quartieri di Heidelberg

La città si trova sul Sentiero europeo E1, che attualmente si estende da Nordkapp a Capo Passero.

### Clima
La città ha clima oceanico (Cfb secondo la classificazione dei climi di Köppen), grazie alla valle racchiusa tra le basse catene montuose Pfälzerwald e Odenwald. Tutto l'anno le temperature miti sono prodotte da masse d'aria atlantica provenienti da ovest. Le colline dell'Odenwald favoriscono annuvolamenti e precipitazioni. Il mese più caldo è luglio, il più freddo è gennaio. Non è raro che in estate si arrivi a 30° e più. Secondo il Servizio meteorologico tedesco, Heidelberg nel 2009 è stata la località più calda della Germania. Per tali caratteristiche climatiche, si riscontrano qui alcune piante insolite per l'habitat centroeuropeo, come piante di mandorli e fichi, e anche un olivo (nella Gaisbergstrasse). Il Philosophenweg (sentiero dei filosofi), sull'altra riva del Neckar, di fronte al centro storico è ornato da molte piante esotiche. Nel 2000 sono stati reimpiantati con successo dei vigneti. Vi è una popolazione selvatica di parrocchetti dal collare, e oche cignoidi si possono vedere sulle isole vicino alla località di Bergheim.

## Storia
La città di Heidelberg fu fondata nel secolo XII, ma la sua storia risale fino al tempo dei Celti e dei Romani. I primi insediamenti sono dell'età della pietra.
Nei pressi di Heidelberg, nella località di Mauer, Daniel Hartmann scoprì il 21 ottobre 1907 la mandibola di un uomo primitivo (mandibola di Mauer), uno dei più antichi ritrovamenti del genere Homo in Europa. Otto Schoetensack, un noto antropologo, lo nominò Homo heidelbergensis. Dall'Homo heidelbergensis deriva l'Homo neanderthalensis.

### Periodo celtico
Circa nel 500 a.C. i Celti fondarono un insediamento di una certa grandezza. Si possono ancora vedere tracce del doppio muro di cinta, posto a difesa contro attacchi dei Germani. Duecento anni dopo, questa costruzione fu abbandonata per cause sconosciute.

### Periodo romano
La Heidelberg romana durò dal primo al III secolo d.C.. Nel 70 i Romani fondarono nell'odierna Neuenheim un accampamento, che intorno al 90 fu sostituito da due forti di pietra. Poco dopo venne costruito sul Neckar un ponte di legno e circa nel 200 un ponte di pietra. Sulla cima del colle Heiligenberg si ergeva un tempio di Mercurio; era diffuso anche il culto di Mitra. Il centro della regione nell'epoca romana era Lopodunum (oggi Ladenburg), ma anche presso l'accampamento militare a Heidelberg (il cui nome latino è sconosciuto) c'era un fiorente centro di produzione di ceramica. Dopo il 260, i Romani furono costretti a ritirarsi oltre il Reno dalla stirpe germanica degli Alamanni, che avevano invaso il territorio romano dopo aver superato il Limes. Con la vittoria del re dei Merovingi, Clodoveo I, sugli Alamanni nel 506, Heidelberg entrò a far parte del Regno dei Franchi e contemporaneamente la zona divenne cristiana.

### Medioevo
Bergheim è nominato per la prima volta nel Codex Laureshamensis del 769, trovato nell'abbazia di Lorsch; nel 1392 il villaggio di Bergheim fu abbandonato e gli abitanti si trasferirono nel centro di Heidelberg in rapida crescita. Nell'anno 870 sulla cima dell'Heiligenberg, al posto dell'antico tempio di Mercurio, fu costruito il monastero di san Michele, filiazione del monastero di Lorsch, che all'epoca esercitava la supremazia nella regione insieme alla diocesi di Worms. In seguito nacquero un altro monastero legato ai precedenti, dedicato a santo Stefano, ed il convento di Neuburg. La più antica testimonianza scritta su Heidelberg è del 1196. Da essa si deduce che la località esisteva già durante il secolo XII. In quel tempo, Heidelberg apparteneva alla diocesi di Worms ed era formata da un castello sul pendio del Königsstuhl e da un piccolo villaggio ai piedi del monte. Molti dei quartieri attuali di Heidelberg risalgono ai villaggi che furono costruiti nel secolo VI al tempo dei Franchi. Alcuni di essi sono attestati nel Codice di Lorsch.
La Hexenturm nel cortile dell'Università nuova è l'unico resto della cinta fortificata medioevale.
La costruzione primitiva del castello di Heidelberg fu innalzata nel secolo XIII nella zona di Jettenbühl. Nello stesso periodo fu costruita la città nella piana tra il Neckar e il Königstuhl, secondo una pianta ortogonale intorno alla piazza del mercato. Essa occupava la parte orientale della città odierna. Era circondata da mura, e un ponte attraversava il Neckar.
L'imperatore Federico Barbarossa nel 1156 nominò Conte palatino del Reno il fratellastro Corrado Hohenstaufen. Il Palatinato fu poi governato dal Casato di Wittelsbach e si sviluppò diventando una struttura territoriale di una certa importanza all'interno del Sacro Romano Impero. Nel 1225 Ludovico I di Baviera ottenne il feudo. Nella Bolla d'oro (1356) i Conti Palatini vennero nominati Elettori. All'inizio i Conti Palatini non avevano una residenza stabile, ma si trattenevano in diversi luoghi della loro signoria. Nel secolo XIV Heidelberg, che già aveva assunto i caratteri di una città importante, divenne la capitale del Palatinato.
Nel 1386 Roberto I fondò l'Università di Heidelberg, la più antica della Germania e la terza del Sacro Romano Impero dopo Praga e Vienna. Verso la fine del secolo XV l'università era uno dei centri del primo Umanesimo.

### Età moderna
Già nella prima metà del secolo XVI le idee di riforma di Martin Lutero si erano diffuse nella Germania sud-occidentale. Durante il regno di Ottone Enrico, la Riforma fu introdotta definitivamente nel Palatinato. Durante le lotte fra Luterani e Calvinisti la città ebbe un ruolo importante e attirò studenti e studiosi da tutta l'Europa occidentale. Nel 1563 fu pubblicato il Catechismo di Heidelberg e nel 1572 la prima traduzione integrale in tedesco dell'opera principale di Calvino, Institutio christianae religionis.
Verso la fine del secolo la città fu arricchita da molti splendidi edifici rinascimentali, che poi, con l'eccezione della casa "Zum Ritter", furono completamente distrutti nella Guerra di successione del Palatinato. In quel periodo anche il castello fu ampliato e trasformato da fortezza medioevale in moderna reggia, soprattutto quando il principe Federico V volle offrire alla moglie, la principessa inglese Elisabetta Stuart, una residenza adeguata al suo rango.
Sul piano politico, Federico era impegnato nella guerra dei trent'anni come capo dell'unione dei protestanti, quando gli fu offerta nel 1619 la corona di Boemia. Egli non poté aver la meglio contro l'imperatore cattolico e nel 1620 fu sconfitto nella battaglia della Montagna Bianca. Per il suo breve regno passò alla storia come "il re d'inverno".
Nel 1622 Johann Tserclaes, conte di Tilly, capo della lega cattolica, conquistò Heidelberg dopo un assedio di due mesi, e depredò la famosa Biblioteca Palatina. Massimiliano I mandò in dono al Papa Gregorio XV i libri, che furono conservati nella Biblioteca apostolica vaticana. La città venne gravemente colpita dalla guerra: il castello fu devastato dai Francesi e la cittadinanza patì gravi pericoli e danni.
Con la pace di Vestfalia, che nel 1648 pose fine alla Guerra dei Trent'anni, il Palatinato fu ricostituito, senza tuttavia riacquistare il peso politico precedente.
Quando il principe Carlo II morì senza eredi nel 1685, la successione andò alla linea collaterale del Palatinato-Neuburg, di religione cattolica. La pretesa di successione avanzata da Luigi XIV di Francia mediante la cognata Elisabetta Carlotta del Palatinato scatenò la guerra di successione del Palatinato. Durante la guerra, Heidelberg fu occupata due volte (1688 e 1693) dalle truppe francesi, e completamente distrutta. Dopo la fine della guerra (1697), la città fu ricostruita in stile barocco sulla base medioevale. I principi, ora cattolici, insediarono nella città i Gesuiti.
Dopo la distruzione compiuta dai Francesi, il castello di Heidelberg era inabitabile, e in ogni caso non corrispondeva più al gusto barocco del tempo, che preferiva largamente il modello rappresentato da Versailles. I progetti di costruire una reggia nella piana dove attualmente c'è il quartiere di Bergheim fallirono per l'opposizione della cittadinanza; Carlo III Filippo, dopo un conflitto con i protestanti, decise di stabilire la sua residenza a Mannheim. Heidelberg perse la sua posizione come centro del potere politico e fu danneggiata anche sul piano economico. Tuttavia durante il principato di Carlo Teodoro (1743-1799) furono costruiti il Ponte Vecchio e la "Karlstor" (Porta di Carlo). Invece la ricostruzione del castello fu interrotta nel 1764 dopo un disastroso incendio causato da un fulmine.

### 1803-1933
Nell'ultima legge promulgata dal Sacro Romano Impero (Reichsdeputationshauptschluss), il Palatinato fu abolito, e i territori alla destra del Reno, quindi anche Heidelberg, furono riuniti al Granducato di Baden. Il duca Carlo Federico fece della scuola superiore una istituzione finanziata dallo Stato e un centro di formazione rinomato. Per onorare lui e il fondatore dell'università, il principe Roberto I, l'Università di Heidelberg prese il nome di Università "Ruperto-Carola". Qui studiò Karl Drais, la cui invenzione del velocipede nel tremendo anno senza estate 1816-1817 aprì la strada ai mezzi di trasporto individuali senza cavalli.
All'inizio del secolo XIX la città sul Neckar divenne uno dei luoghi più importanti del Romanticismo tedesco, che trasse ispirazione dalla bellezza del paesaggio e dal fascino pittoresco delle rovine del castello. Le opere di poeti come Friedrich Hölderlin, Achim von Arnim, Clemens Brentano e Joseph Freiherr von Eichendorff furono conosciute come "Romanticismo di Heidelberg". Tra il 1806 e il 1808 Arnim e Brentano pubblicarono a Heidelberg una raccolta di poesie popolari col titolo Des Knaben Wunderhorn. Nella città si formò anche un circolo di artisti intorno ai pittori Carl Philipp Fohr, Karl Rottmann e Ernst Fries.
Nel 1848 si diffusero all'Università idee di nazionalismo, liberalismo e democrazia: il 5 marzo 1848 (Vormärz), all'inizio della rivoluzione, politici liberali e democratici della Germania sudoccidentale si radunarono nell'assemblea di Heidelberg, che diede un impulso determinante al primo parlamento (che durò solo pochi giorni) e alla costituzione del Parlamento di Francoforte.
Dopo il naufragio del Parlamento, l'insurrezione di maggio nel Baden fu repressa da truppe prussiane chiamate in aiuto, che occuparono Heidelberg fino al 1840.
La prima industrializzazione non lasciò tracce particolari. Il turismo si sviluppò, grazie soprattutto al collegamento di Heidelberg con la rete ferroviaria nel 1840, e divenne un importante fattore di sviluppo economico; lo stesso accadde con i numerosi studenti, come attestano le molte associazioni studentesche.
Nel periodo di forte industrializzazione detto Gründerzeit Heidelberg conobbe un'espansione imponente, durante la quale il territorio urbano si ingrandì e con un forte inurbamento gli abitanti quadruplicarono da 20 000 nel 1871 a 85 000 nel 1933. Si costruirono infrastrutture moderne come la rete tranviaria, la funicolare, la canalizzazione del Neckar.
I risultati elettorali del partito nazionalsocialista (NSDAP) collocarono Heidelberg al di sopra delle medie ottenute nell'intera Germania e nel Baden: alle elezioni del Parlamento del 20 maggio 1928 il partito ottenne a Heidelberg il 4,4% (nel Baden il 2,9%, in Germania il 2,6%); nelle elezioni del 14 settembre 1930 i dati furono rispettivamente 30,2%, 19,2%, 18,3%.

### Nazionalsocialismo e seconda guerra mondiale
Dopo la presa del potere da parte dei Nazisti il 30 gennaio 1933, cominciò uno dei capitoli più oscuri per la città, che organizzò la discriminazione degli Ebrei e degli altri "non ariani". Il NSDAP divenne il primo partito della città col 45,8% dei voti alle elezioni del Reichstag (5 marzo 1933). In aprile tutti i dipendenti pubblici "non ariani" furono esonerati d'autorità; fra il 1933 e il 1939 l'Università di Heidelberg perse più di un terzo del corpo docente per ragioni razzistiche o politiche. Durante la Notte dei cristalli (9 novembre 1938) i nazisti di Heidelberg diedero fuoco alle sinagoghe di Altstadt e Rohrbach, e deportarono 150 abitanti ebrei nel campo di concentramento di Dachau. Meno di due anni dopo, il 22 ottobre 1940, più di 6000 Ebrei del Baden, compresi 280 di Heidelberg, furono deportati nel campo di Gurs. Solo pochissimi sopravvissero.
Sull'Heiligenberg resta come eredità visibile il teatro a cielo aperto ("Thingstätte") costruito negli anni 1934-35 dal Reichsarbeitsdienst e da studenti di Heidelberg. Nel 1935 fu inaugurata l'autostrada Heidelberg-Mannheim (ora A656), che fino alla fine degli anni novanta portava direttamente nelle due città.
Heidelberg, piena di ospedali militari, fu una delle poche città tedesche a restare quasi intatta durante la guerra. Attacchi aerei non gravi nel 1944 e 1945 provocarono solo pochi danni. La Wehrmacht durante la ritirata fece saltare il Ponte Vecchio (29 marzo 1945). Il giorno dopo le truppe americane entrarono in città, senza incontrare resistenza.

### Dopo la seconda guerra mondiale
Heidelberg attirò dopo la guerra molti tedeschi che avevano subito bombardamenti. Divenne parte della zona di occupazione americana e sede dell'alto comando dell'esercito americano, e in seguito della NATO. Attualmente la città ospita il quartier generale della NATO per l'Europa Centrale e, fino al 2015, il quartier generale dell'USAREUR (esercito degli Stati Uniti in Europa), ex Settima Armata. Migliaia di militari americani vivevano in città, in due quartieri residenziali, una caserma, un ospedale militare. Tra il 2012/2013 e il 2015 l'USAREUR è stato trasferito a Wiesbaden.
L'Università riprese l'attività d'insegnamento nel 1946 (la seconda a riaprire, dopo Göttingen). Nel 1951 iniziò la costruzione di un Campus interamente nuovo, nella periferia occidentale, e alla metà degli anni settanta ne fu completata l'edificazione su un'area di 120 ettari.
Nel 1955 venne costruita la stazione ferroviaria nella collocazione attuale, circa 1,2 km ad ovest della vecchia stazione. La superficie divenuta in tal modo libera fu usata per costruire numerosi edifici amministrativi. Per far fronte all'aumento della cittadinanza sorsero negli anni sessanta e settanta due quartieri residenziali interamente nuovi. Il centro storico nel periodo 1966-1990 è stato risanato, la strada principale (Hauptstraße) è stata trasformata in zona pedonale lunga 1,6 km (una delle più lunghe d'Europa), e la piazza Bismarck ha assunto la sua forma attuale.
Negli anni settanta e ottanta l'organizzazione terroristica RAF commise due attentati contro sedi militari americane. Il 24 maggio 1972 rimasero uccisi in un'esplosione tre soldati, e altre cinque persone vennero gravemente ferite. Il 15 settembre 1981 un attentato con un carro armato russo alla Karlstor contro il comandante in capo delle truppe americane fallì, perché poco prima egli era stato fornito di un'auto blindata in quanto erano state segnalate persone sospette.

## Monumenti e luoghi di interesse
Castello

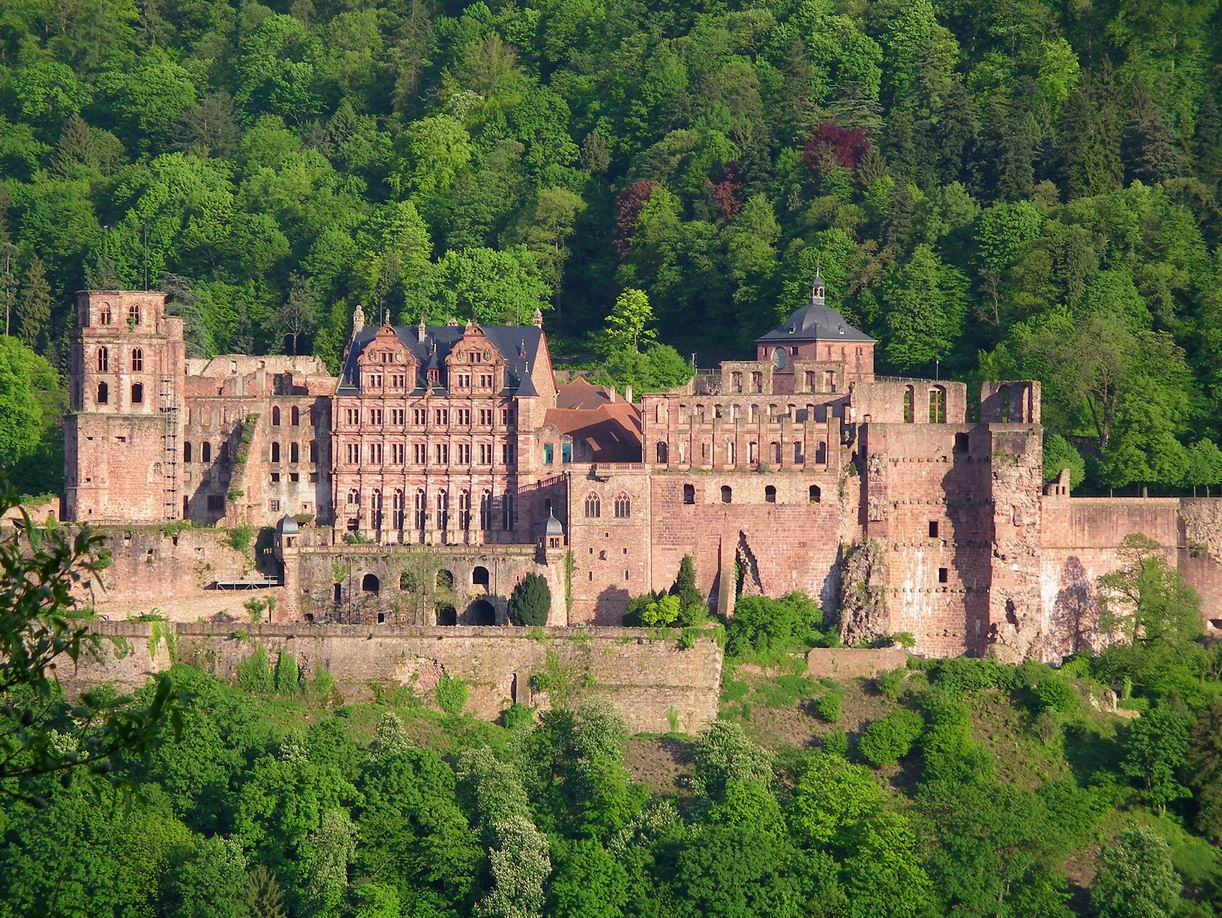
Castello di Heidelberg

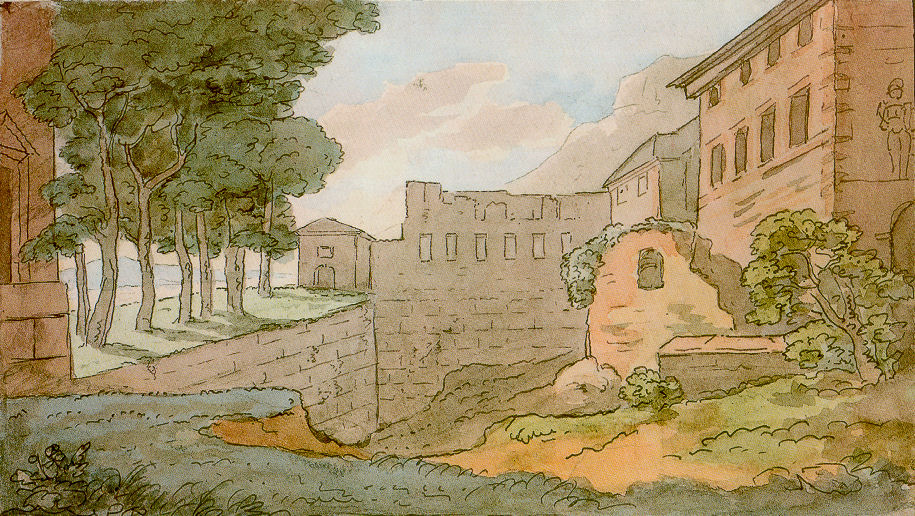
L'acquerello di Goethe

Il Castello di Heidelberg, uno dei più famosi della Germania, è l'emblema della città; si innalza 80 metri sopra il fondovalle sul fianco nord del Königstuhl e domina il centro storico. L'edificio, che all'origine era una fortezza in posizione strategica, in seguito fu trasformato in una reggia sfarzosa per i principi del Palatinato. Dopo le distruzioni compiute nel 1689 e nel 1693 fu restaurato solo in parte. Nel 1764 un grande incendio causato da un fulmine determinò la sorte del castello. Fu abbandonato, e sfruttato come cava di materiale di costruzione per la nuova residenza estiva di Schwetzingen e in seguito usato, con lo stesso scopo, dai cittadini di Heidelberg, finché alla fine del secolo XVIII fu "scoperto" dai letterati. Johann Wolfgang von Goethe amava passeggiare nel parco circostante e raffigurò in un acquerello una veduta delle rovine del castello.
All'inizio dell'Ottocento il conte Charles de Graimberg (un aristocratico francese emigrato), persuase il granduca Leopoldo I del Baden ad iniziare l'opera di recupero e tutela dell'edificio. Il palazzo di Ottone Enrico, che fa parte del complesso edificio del castello, è uno dei monumenti più significativi del Rinascimento a nord delle Alpi.
Ponte Vecchio (Alte Brücke)

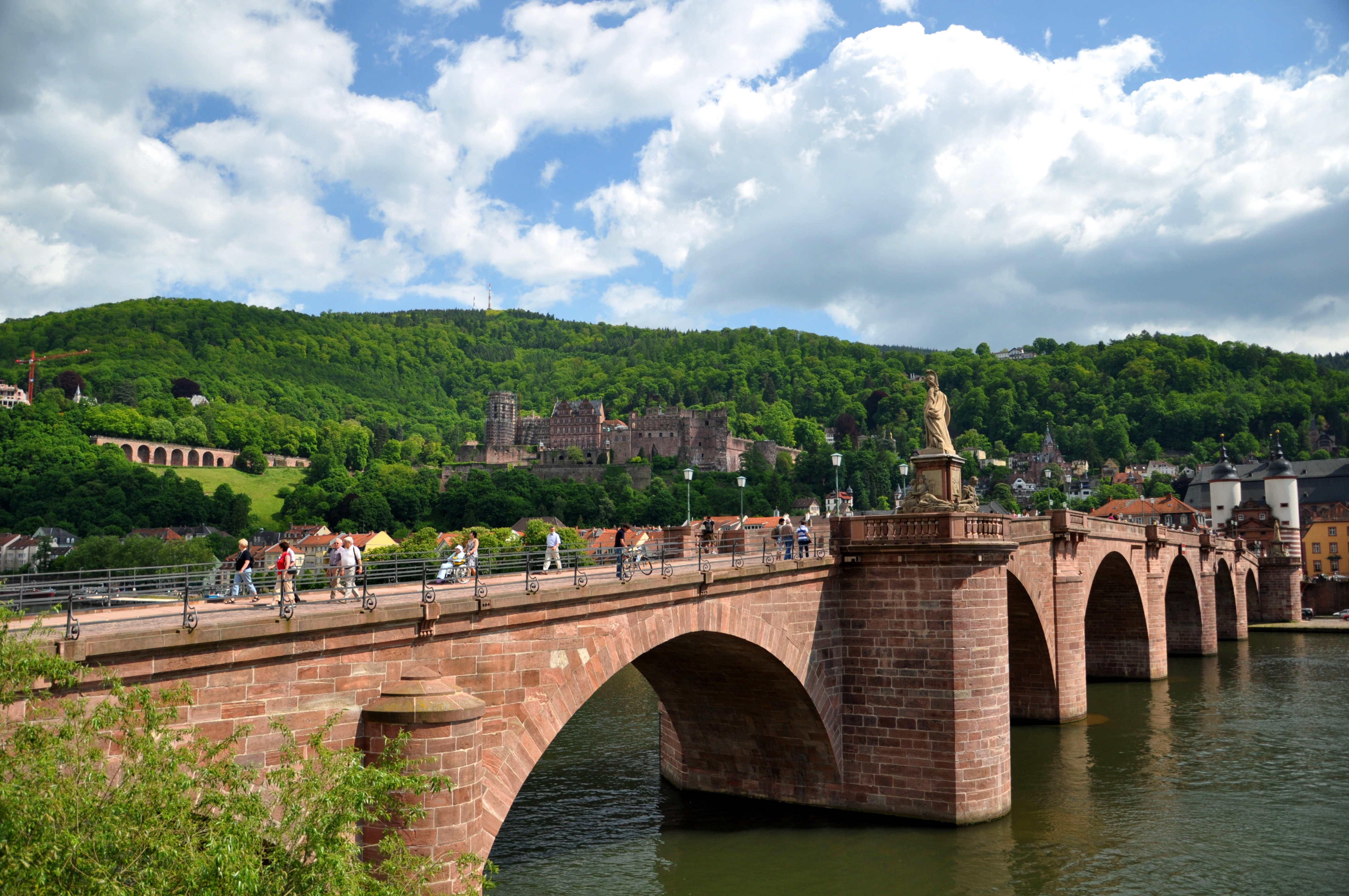
Il Ponte Vecchio

Il ponte (denominato ufficialmente "Karl-Theodor-Brücke"), è uno dei più antichi della Germania, menzionato per la prima volta in un documento ufficiale nel 1248. In precedenza vi erano state costruzioni di legno, ripetutamente distrutte. Il ponte fu costruito nella forma attuale nel 1788; verso la fine della seconda guerra mondiale fu fatto saltare dall'esercito tedesco, per fermare l'avanzata delle truppe alleate. Nel 1947 è stato ricostruito.

### Architetture religiose

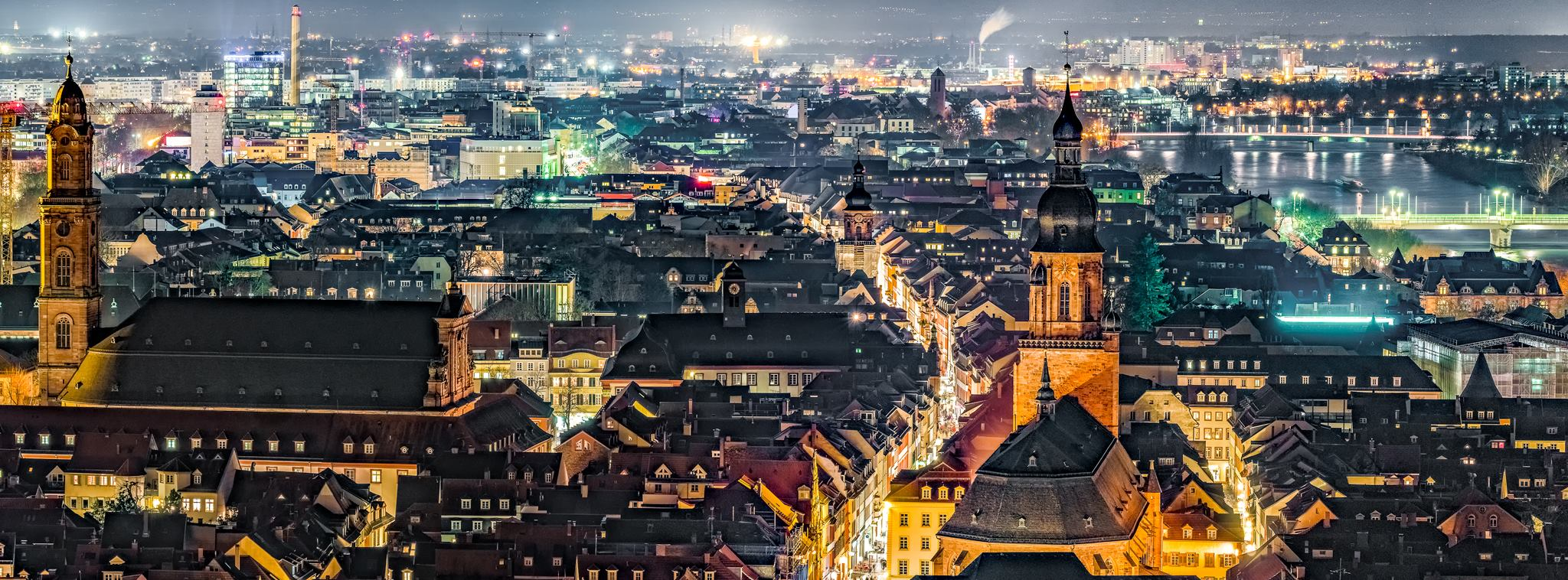
Da sinistra: Chiesa dei Gesuiti, Chiesa della Provvidenza e Chiesa dello Spirito Santo nella città vecchia di Heidelberg sul fiume Neckar

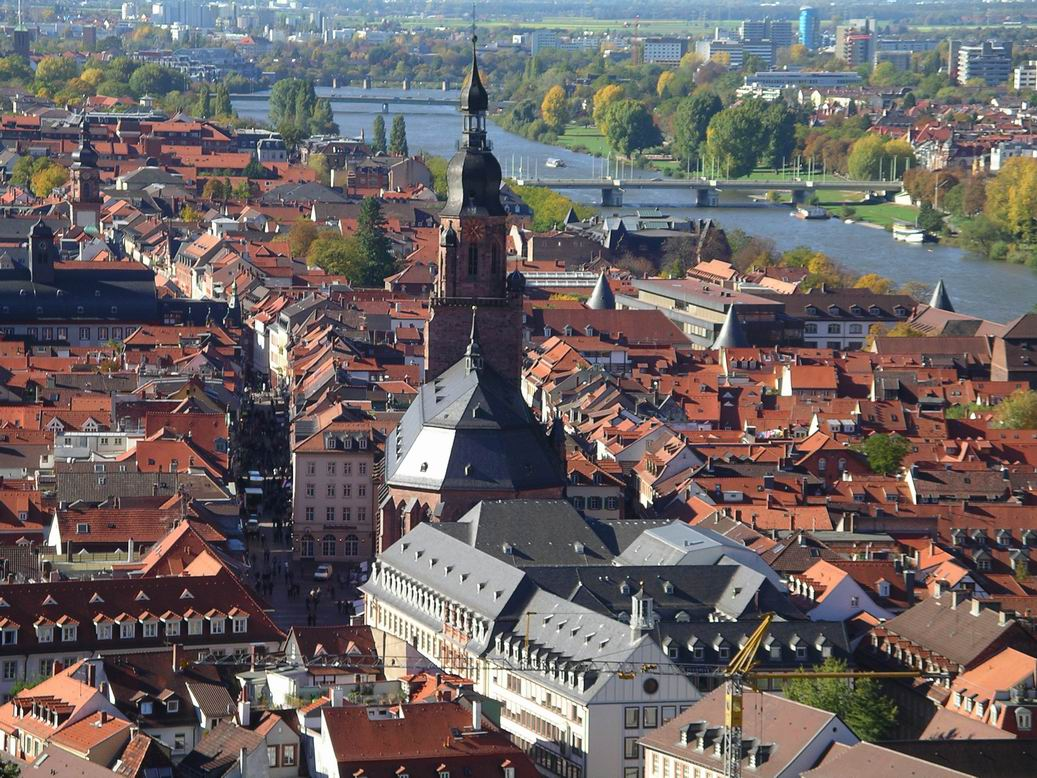
Il centro storico con la Chiesa di Santo Spirito.

- La Chiesa dello Spirito Santo (Heiliggeistkirche) è la più importante. Si trova al centro della città, a breve distanza dal Castello. La facciata caratterizza, insieme al Castello, l'immagine della città.
- La chiesa di San Pietro (Peterskirche) si ritiene che sia stata costruita ben prima della fondazione di Heidelberg, e si calcola che abbia circa 900 anni. Nel tardo Medioevo divenne la cappella dell'Università, e ospitò le sepolture di circa 150 professori e personaggi della corte. Fra gli altri, è sepolto qui Marsilius von Inghen, primo rettore dell'Università. Nel 1883, in occasione del 400º anniversario della nascita di Lutero sul lato est venne piantata la "quercia di Lutero".
- La Chiesa dei Gesuiti (Jesuitenkirche), completata nel 1749. È il simbolo della Controriforma e costitutiva un tempo il punto centrale dei quartieri dei Gesuiti.

- L'abbazia di Neuburg, (Stift Neuburg, Abtei Neuburg o Kloster Neuburg) dedicata a San Bartolomeo è un monastero benedettino fondato nel 1130. Nel 1195, passò alla regola cistercense, per tornare ai benedettini nel 1462. Fu soppressa nel 1562 con la Riforma protestante e passò ad essere proprietà privata. L'abbazia fu riacquistata dai benedettini nel 1926 e rifondata nel 1928.

### Edifici civili
- La Haus rum Ritter, Casa del Cavaliere (oggi albergo) è la più antica costruzione conservata a Heidelberg e venne costruita nel 1592 da una famiglia di commercianti di tessuti e dedicata al Cavaliere San Giorgio. Si trova nel centro storico di fronte alla chiesa dello Spirito santo.
- La Porta Carolina, Karlstor, sorge all'estremità orientale del centro storico. È una porta ad arco, che fu offerta come dono dei cittadini di Heidelberg al principe Carlo Teodoro. Dopo sette anni di lavoro fu inaugurata nel 1781. Fra le varie decorazioni si notano lo stemma del principe e i ritratti di lui e della moglie.

Nel centro storico vi sono inoltre altri edifici antichi dell'Università. Uno dei più importanti, una costruzione di stile classicistico, è la Biblioteca universitaria, che ospita anche un Museo con antichi manoscritti. Fra questi il Codice Manesse, che è il più ampio e famoso manoscritto poetico tedesco del Medioevo.

### Luoghi storici

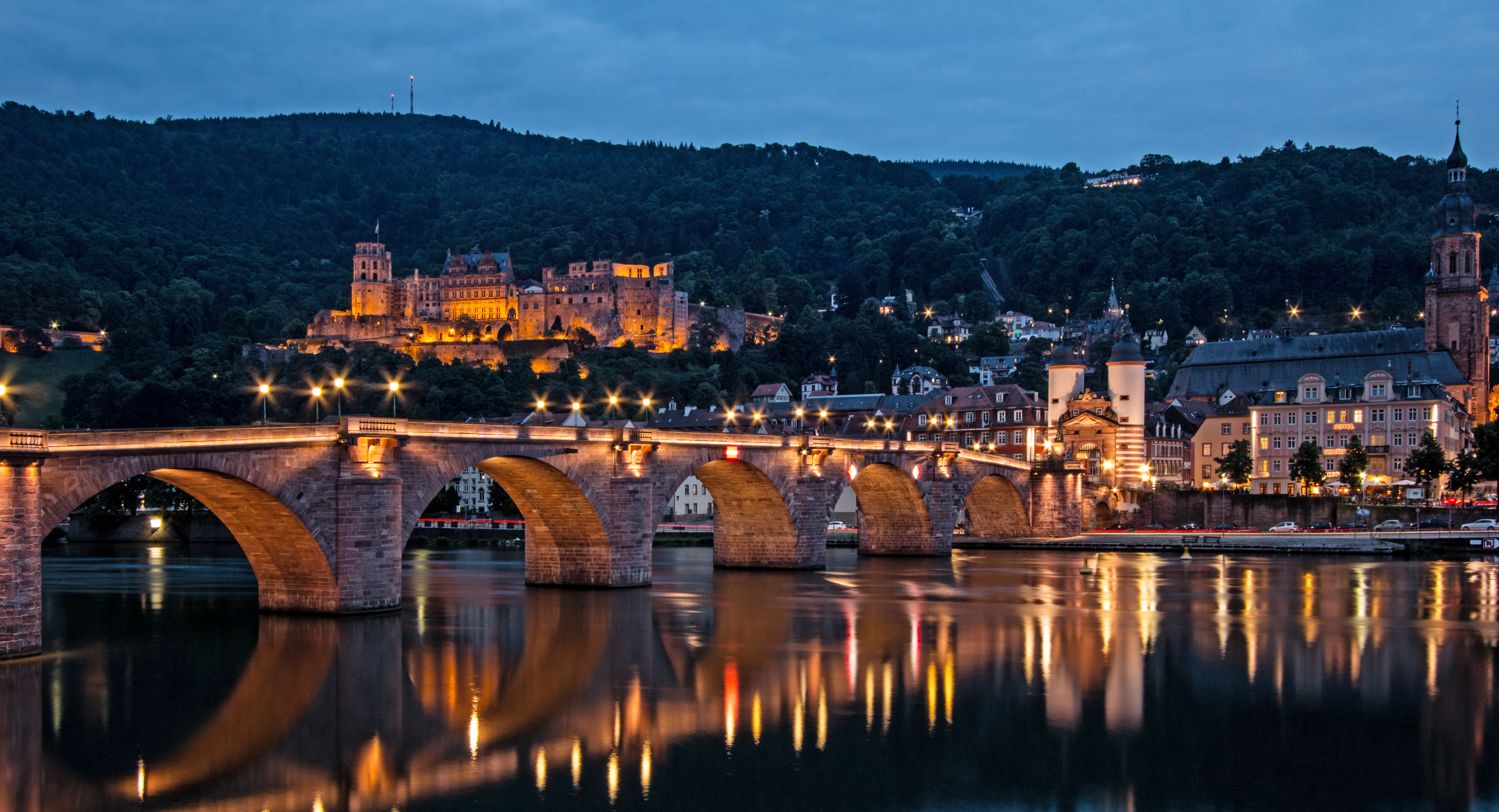
Veduta della città vecchia dal Neckar

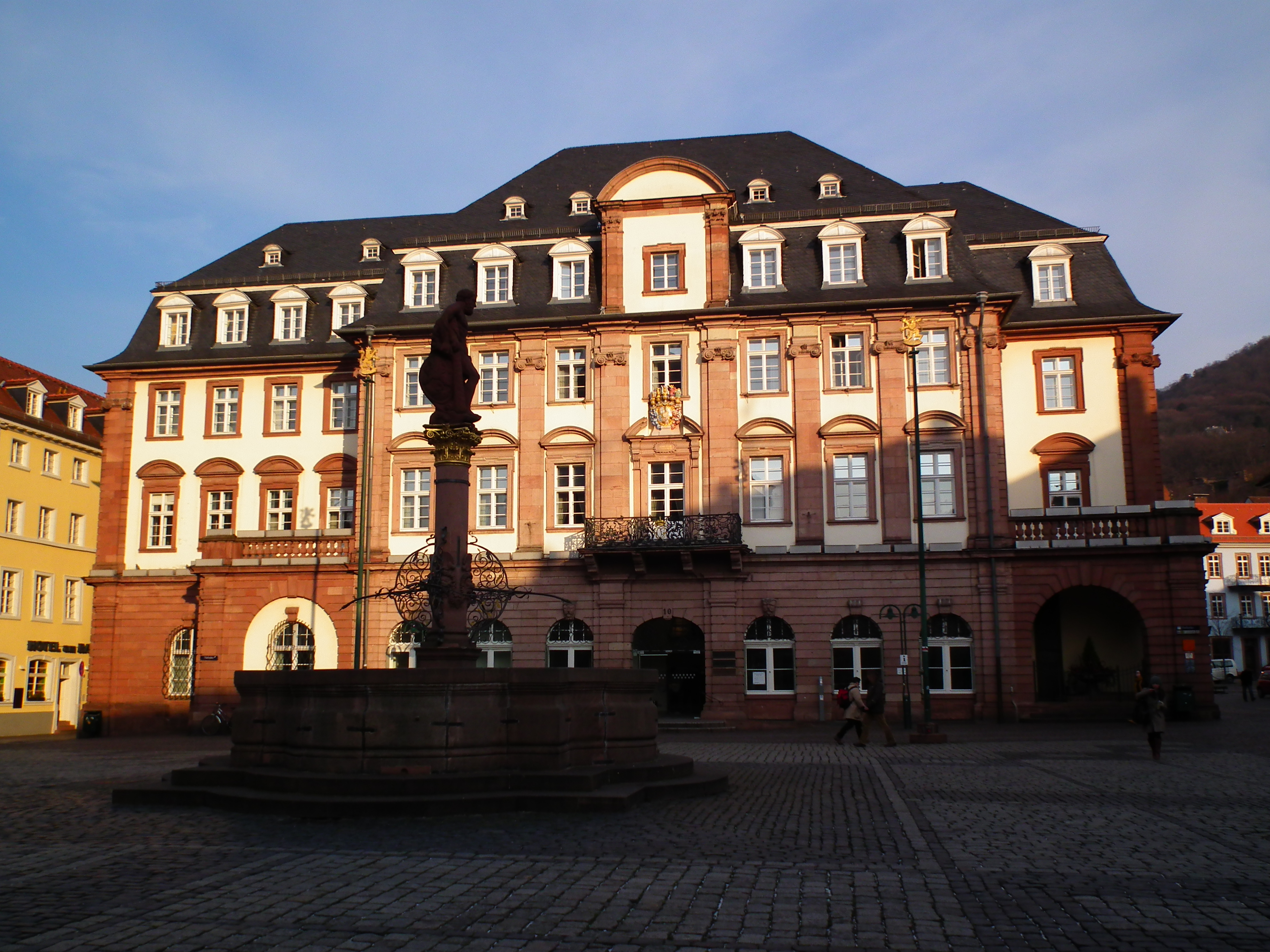
La Piazza del Mercato con il municipio

Un panorama molto apprezzato del centro storico si ha dalla "Passeggiata dei filosofi" (Philosophenweg). Essa ha inizio nel quartiere di Neuheim e si sviluppa a mezza costa sul pendio dello Heiligenberg, proprio di fronte al castello sulla riva opposta del Neckar, e si snoda al di sopra del Neckar lungo la valle fino a Ziegelhausen. Da citare anche: la "Karlsplatz" con diversi palazzi, la "Marktplatz" con il "Rathaus", il Cimitero che ospita personaggi illustri. Numerosi monumenti ricordano le vittime delle guerre e dell'Olocausto.

### Musei
Il Museo del Palatinato (Kurpfälzische Museum), la cui origine (1810) si deve all'interesse di Charles de Gaimberg per la storia del principato, e alle sue raccolte di monete, armi, quadri. Nel 1879 la città acquistò la raccolta privata e la sistemò nel palazzo Morass. Dopo importanti arricchimenti, il museo può ora informare sulla storia del Palatinato fino dai tempi preistorici.
Il Centro di documentazione su Sinti e Rom è noto in tutta la Germania.
Il Museo di arte popolare presenta una raccolta di opere d'arte e oggetti artigianali provenienti dall'Asia, dall'Africa e dall'Oceania, che offrono una possibilità di conoscere la concezione del mondo e i riti dei popoli di quei territori. Il patrimonio principale è costituito dalla vasta raccolta di un erudito ebreo, Victor Mordechai Goldschmidt.
L'Università di Heidelberg è il caposaldo del sistema museale della città. Molti istituti e facoltà possiedono ricchi patrimoni, che sono aperti al pubblico. Discipline completamente diverse, dall'egittologia alla botanica, dalla paleontologia alla zoologia, sono pertanto aperte anche ai profani. Su tutto spiccano il carcere e la biblioteca. Il carcere studentesco fa parte del museo degli studenti nell'Università antica. Esso serviva per gli studenti troppo ribelli, dato che l'Università aveva giurisdizione su di loro. Gli studenti che per generazioni sono stati rinchiusi hanno inciso con strumenti d'ogni genere sulle pareti parole che attestano la loro frustrazione nei confronti della loro Alma mater.

## Società

### Religione

#### Cristianesimo

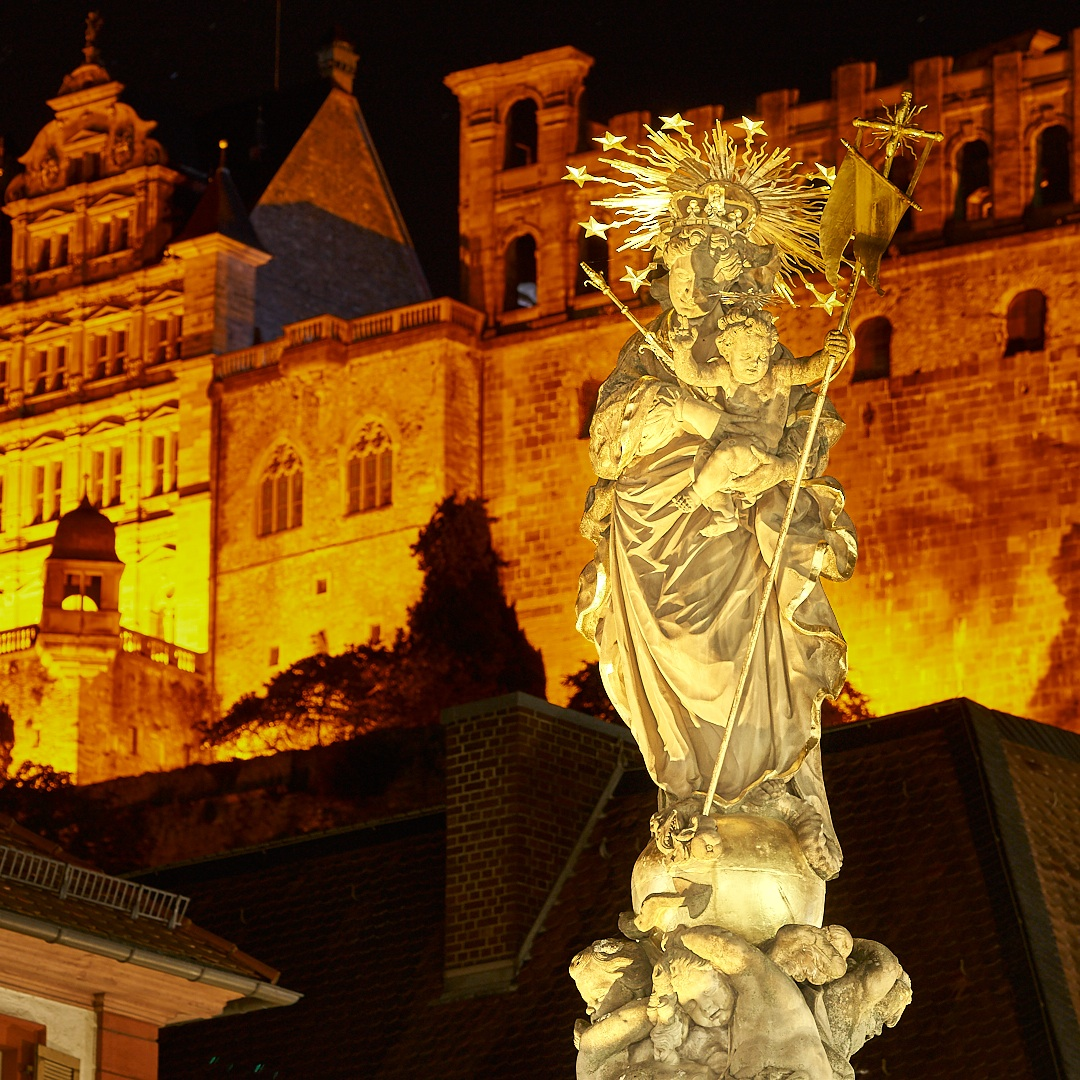
Madonna Kornmarkt

La Riforma luterana fu introdotta definitivamente nel Palatinato dal principe Ottone Enrico nel 1556. Il successore Federico III si orientò maggiormente in direzione calvinista. Nel 1563 fu scritto il Catechismo di Heidelberg, rivolto a tutti i credenti riformati. Con l'occupazione bavarese e spagnola durante la Guerra dei Trent'anni vi furono temporanei tentativi di reintrodurre il cattolicesimo. Tuttavia, alla morte del principe Carlo II (1685), la stirpe protestante del Palatinato-Simmern si esaurì, e il Palatinato passò alla dinastia cattolica Palatinato-Neuburg che si adoperò a favore del cattolicesimo, in base alla nota formula Cuius regio, eius religio. Sono segni visibili di questa trasformazione numerose statue di Maria e il monumento alla Madonna nel "Kornmarkt", una delle piazze più importanti del centro storico. I prìncipi cattolici nello spirito della Controriforma insediarono i Gesuiti; anche i Carmelitani scalzi ebbero a lungo sede a Heidelberg, finché nel 1803 l'ordine dovette, nel corso della secolarizzazione, lasciare il convento, che occupava la superficie dell'attuale Karlsplatz. La confessione protestante rimase prevalente. Gradualmente la popolazione cattolica giunse ad essere quasi un terzo del totale. Complessivamente, si può dire che il frequente cambio di confessione è una caratteristica del Palatinato e della storia religiosa di Heidelberg.
Esemplare per comprendere la doppia identità religiosa della città è il caso della "Heiliggeistkirche" (chiesa dello Spirito santo). Nel 1706, nel corso della cosiddetta "Dichiarazione di religione", fu divisa da un muro: alla comunità riformata apparteneva la navata, mentre il coro spettava ai cattolici. Il tentativo del principe Carlo Filippo di fare della chiesa la cattedrale dei cattolici portò ad una grave crisi del principato. Il muro di separazione fu abbattuto nel 1936, quando la chiesa divenne proprietà della Chiesa Evangelica del Baden.
Nel 1821 si compì l'unione tra luterani e calvinisti nel Granducato del Baden. Oggi le comunità protestanti, a meno che non appartengano ad una Libera Chiesa (Freikirche), fanno capo al decanato di Heidelberg, all'interno del distretto ecclesiastico del Baden settentrionale nella Chiesa evangelica del Baden. Le comunità cattoliche appartengono al vicariato di Heidelberg-Weinheim dell'arcidiocesi di Friburgo.
Vi sono poi numerose altre confessioni cristiane, come la Chiesa vetero-cattolica, la Chiesa anglicana, i Battisti, le Comunità dei Fratelli, i Mormoni. La Chiesa neo-apostolica è rappresentata da cinque comunità. Vi sono anche una comunità copta-ortodossa ed una ortodossa romena.

#### Ebraismo
La prima sinagoga di Heidelberg è menzionata nel 1390 in relazione alla cacciata degli ebrei da parte di Roberto II. Si trovava nell'attuale Dreikönigstraße. Solo dopo il 1740 la comunità ebraica poté acquistare una casa nella Mantelgasse, da usare come sinagoga. Essa fu demolita nel 1875 e sostituita da un edificio nuovo nel 1878.
Nel 1933 vivevano a Heidelberg 1102 Ebrei. All'inizio della seconda guerra mondiale erano soltanto 483, e nel 1946 ne restavano 196. Nel quadro di un'azione in cui più di 6 000 ebrei furono deportati in Francia dal Baden e dal Saarpfalz, anche 282 ebrei di Heidelberg furono deportati nel lager di Gurs (22 ottobre 1940). La maggior parte di essi furono poi uccisi ad Auschwitz.
Dal 1990 c'è di nuovo una sinagoga, di una comunità riformata. Nel 1994 è stata costruita una nuova sinagoga con centro comunitario, sull'area della vecchia casa della comunità. Vi sono attualmente 482 membri (dati 2010). Presso l'Università è attiva dal 1979 una Scuola Superiore per gli studi sull'Ebraismo, con dieci cattedre, che offre un'ampia gamma di materie per studenti ebrei e non ebrei, oltre alla possibilità della formazione dei Rabbini.

#### Altre religioni
Vi sono inoltre comunità islamiche e buddhiste, oltre ad un gruppo di religione Bahá'í.

## Popolazione

Sviluppo della popolazione.

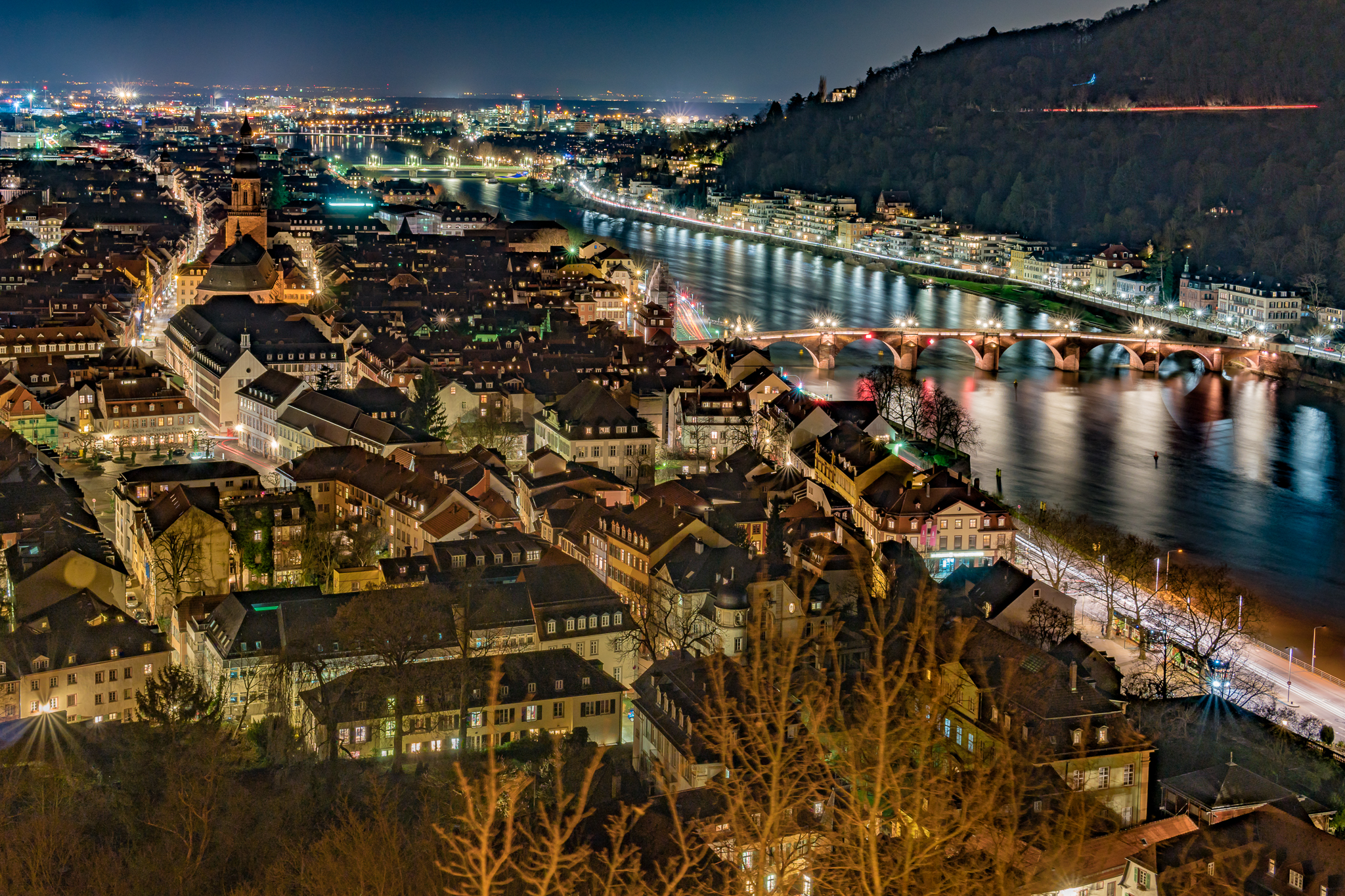
Vista dal parco del castello alla città vecchia con la Chiesa di Santo Spirito (Heiliggeistkirche) e il vecchio ponte sul Neckar fino al Sentiero del Filosofo (Philosophenweg), riconoscibile dalle tracce di un veicolo

Il numero degli abitanti ha superato nel 1946 la soglia di 100 000, quindi Heidelberg è divenuta una "Großstadt". Ha una popolazione internazionale, che comprende una delle più numerose comunità statunitensi al di fuori del Nord America (circa 20 000 persone). Alla fine di dicembre del 2010 Heidelberg contava 147 312 abitanti.
Con un tasso di fertilità di 1,1 bambini per donna si è avuto a Heidelberg nel 2008 il minor numero di nascite nel Baden-Württemberg.

## Economia e infrastrutture

### Economia
Ancora oggi, come avviene da secoli, la città universitaria è il centro dei servizi e del sapere nella regione Reno-Neckar. Seguendo l'orientamento della maggior parte delle grandi città, il settore terziario si è ulteriormente sviluppato negli ultimi decenni. Nel 2007 il 79,6% dei lavoratori era impiegato nei servizi, soltanto il 19,9% nei settori produttivi. Quasi il 69% dei circa 75 000 posti di lavoro è occupato da pendolari. La disoccupazione nel 2010 era al 6,3%.
Il maggior datore di lavoro è l'Università con la sua clinica che offre più di 15 000 posti. In città hanno sede imprese internazionali come ABB Stotz-Kontakt, Heidelberger Druckmaschinen, HeidelbergCement, Henkel-Teroson, Lamy, NEC, Prominent Dosiertechnik, Istituti SAP e SAS.
Nel 2007 le statistiche hanno indicato che nel Baden-Württemberg Heidelberg ha il maggior numero di medici: uno ogni 272 abitanti (media del Land: uno ogni 646).
Tra gli istituti di credito regionali la Sparkasse (cassa di risparmio) di Heidelberg è la più grande del Nord Baden.
Heidelberg è sede della Lamy, azienda di cancelleria nota per la produzione di penne stilografiche.

## Infrastrutture e trasporti

### Strade
Ad ovest della città corre l'autostrada A 5, che collega la regione con Francoforte sul Meno a nord e con Karlsruhe a sud. La A 656 che inizia nella parte occidentale della città la collega con Mannheim. Le due autostrade si incontrano nel nodo autostradale di Heidelberg (Autobahnkreuz Heidelberg), e la A 656 presso Mannheim incontra la A 6, che collega la regione con Stoccarda.
La città si trova su quattro strade turistiche: Bergstraße, Bertha Benz Memorial Route, Burgenstraße, e Strada della Democrazia.
Dal 1º gennaio 2010 sono in vigore norme a protezione dell'ambiente. Per l'inquinamento da particolato possono transitare solo veicoli commerciali con motori Diesel almeno Euro II, o motori a benzina almeno Euro I. Questo nella zona che comprende i quartieri di Handschuhsheim, Neuenheim, Bergheim, Altstadt, Weststadt, Südstadt e Rohrbach.
Nell'ambito del progetto "Città sul fiume", la strada B 37, che al momento corre sulla riva del Neckar ed è percorsa da 20 000 auto al giorno, dovrebbe passare in un tunnel di 2,2 km. La riva del fiume, liberata dal traffico, sarà restituita agli abitanti e ai turisti e utilizzata da una linea tranviaria. L'inizio dei lavori è stato previsto nell'estate 2013, ma nel 2011 il consiglio comunale si è pronunciato contro il tunnel.

### Ponti
Sono importanti per il sistema stradale i quattro ponti sul Neckar:
- Alte Brücke (nome ufficiale Ponte Karl-Theodor), tra il centro storico e Neuenheim;
- Theodor-Heuss-Brücke, tra Piazza Bismarck e Neuenheim;
- Ernst-Walz-Brücke, tra Bergheim e Neuenheim;
- Ponte tra Schlierbach e Ziegelhausen.

Ci sono altri due passaggi pedonali sul Neckar. Il Ponte Romano stava all'incirca tra il ponte Theodor Heuss e il ponte Ernst Walz.
Il ponte Czerny che porta alla Stazione ferroviaria scavalcando i binari è tecnicamente notevole. Ha preso il nome dal chirurgo e ricercatore Vincenz Czerny e si trova nel quartiere di Bergheim.

### Trasporto navale
Fin dall'antichità il Neckar è stato utilizzato come via di trasporto e di comunicazione. Nel 2007 sono state trasportate sul fiume circa 7,5 milioni di tonnellate di merci. Soprattutto nella stagione estiva numerose imbarcazioni piccole e medio-grandi sono utilizzate per gite turistiche, per lo più in brevi tragitti con vista panoramica sulla città. Ci si può singere anche fino ad Heilbronn o Stoccarda; ad ovest oltre Ladenburg e mannheim si arriva sul Reno, e sono molto apprezzate le corse speciali fino al medio Reno. Dal 2004 una barca ad energia solare, il catamarano "SolarSchiff" trasporta in modo veloce e silenzioso 110 persone.

### Trasporto ferroviario
La stazione di Heidelberg si raggiunge dalle linee Stoccarda-Colonia, Zurigo-Francoforte sul Meno e Stoccarda-Amburgo, e con Intercity o Eurocity delle linee Salisburgo-Francoforte, Stoccarda-Dortmund e Karsruhe-Stralsund. Dal 2003 Heidelberg fa parte della rete Reno-Neckar della S-Bahn.

## Cultura

### Università e scuole superiori

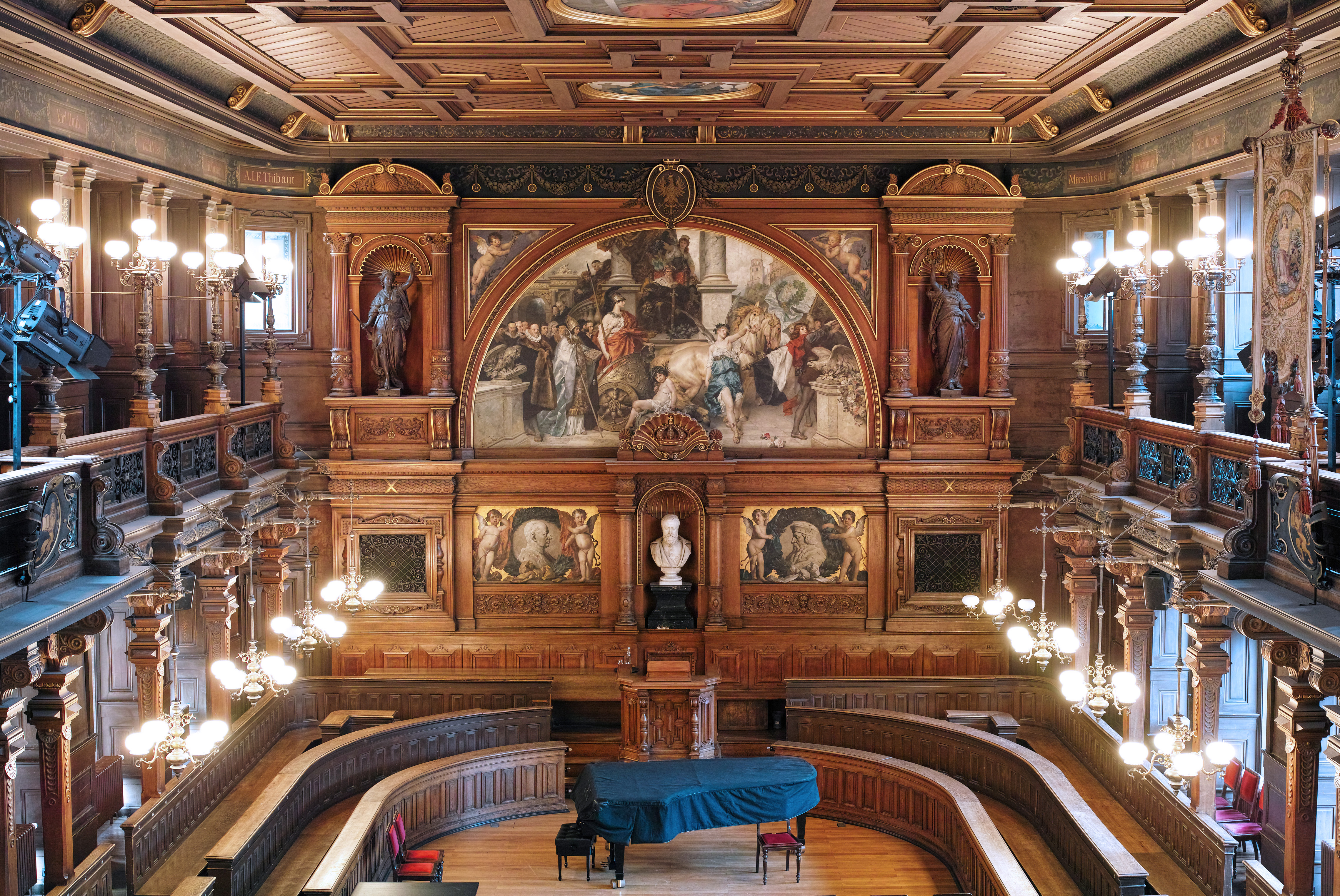
L'Aula Magna dell'Università.

Heidelberg è ben conosciuta per le sue istituzioni educative. La più rinomata è l'Università "Ruprecht Karl" (Ruprecht-Karls-Universität), che risale al 1386 ed è la più antica dell'attuale territorio tedesco. Fra i pensatori di rilievo che sono legati ad essa sono da menzionare Georg Wilhelm Friedrich Hegel, Karl Jaspers, Hans-Georg Gadamer, Jürgen Habermas, Karl-Otto Apel, Hannah Arendt, Robert Wilhelm Bunsen, Max Weber.
Il campus è distribuito in due aree urbane e in numerosi edifici storici del centro si trovano le facoltà umanistiche, sociali e giuridiche. Le facoltà scientifiche e Medicina sono in gran parte collocate nel nuovo campus a Neuenheim.
Con la Scuola Superiore di musica sacra Heidelberg dispone di un istituto musicale specializzato, derivato nel 1931 dalla Chiesa Evangelica del Baden.
La Fachhochschule è un istituto privato del gruppo SRH (Stiftung Rehabilitation Heidelberg), fondato nel 1969 e riconosciuto nel 2004 come la prima scuola superiore privata di scienza applicata all'interno del sistema scolastico tedesco. Si trova nella "Science Tower" nel quartiere di Wieblingen.

### Fondazioni
A Heidelberg ha sede la Fondazione Klaus Tschira.

### Ricerca
A Heidelberg vi è un gran numero di istituti di ricerca, soprattutto nel campo delle scienze biologiche. L'ente di maggiore importanza è l'Università alla quale fanno capo numerosi istituti come il Centro di Biochimica, il Centro interdisciplinare per le Neuroscienze, l'Istituto per l'Asia meridionale, il Centro per l'Astronomia, ed altri. Dal 2007 nel Campus di Neuenheim è sorto il nuovo Centro di analisi quantitativa dei sistemi molecolari e cellulari (BIOQUANT).
Molto noti sono il Centro di ricerca sul cancro e il Centro di Biologia Molecolare, che si dedicano a ricerca biologica di base. A Heidelberg si trova la sede centrale del Laboratorio Europeo di Biologia Molecolare (EMBL), le cui altre sedi sono a Monterotondo, Hinxton (Regno Unito), Grenoble e Amburgo. Vi partecipano 18 stati europei.
La Società Max Planck ha a Heidelberg quattro istituti, che si occupano di: Diritto pubblico internazionale, Fisica nucleare, Astronomia, Ricerca medica. Fra gli altri centri di ricerca pubblici e privati, sono da citare l'Accademia delle Scienze e il Laboratorio Europeo dei Media (EML).
L'Istituto Max Planck di astronomia sorge accanto allo storico osservatorio astronomico Landessternwarte Heidelberg-Königstuhl.

## Attività culturali, ricreative e sportive
La città ospita numerosi teatri, dove si svolgono spettacoli di musica, prosa, danza. Nel corso dell'anno sono organizzati regolarmente festival di vario genere. Il carnevale (Fasching) viene festeggiato, di solito nel castello o nel palazzo municipale, con una festa in costume avente come tema i vampiri. In marzo o aprile si svolgono la Primavera di Heidelberg con il Festival di Musica classica e contemporanea, con artisti di fama internazionale, e il Mercato internazionale delle uova di Pasqua. Alla fine di aprile viene organizzata una mezza maratona. In maggio, durante la Fiera di primavera, il Castello e il Ponte vecchio sono illuminati con fuochi d'artificio.
L'ultimo sabato di settembre si tiene la Festa d'autunno della città vecchia; comprende un mercato medioevale, un mercatino di artigianato, un mercato delle pulci, ed è accompagnato da musica. In ottobre-novembre ci sono i giorni del teatro e un festival di jazz. In novembre si svolge anche il Filmfestival internazionale di Heidelberg e Mannheim, che presenta film d'autori esordienti. Per Natale c'è un mercatino nella parte più antica del centro storico.

## Sport
La città di Heidelberg gestisce da anni un programma speciale di promozione sportiva per supportare i club. Nel 2006 c'erano 120 club sportivi, 22 impianti sportivi municipali e 40 palestre di sport e ginnastica.
Heidelberg, insieme ad Hannover, è considerata la roccaforte del rugby tedesco: tale sport giunse infatti in Germania attraverso ricchi studenti britannici, i quali ad Heidelberg frequentavano le rinomate scuole private di grammatica e ad Hannover completavano il servizio militare. Oggi vi sono cinque club di rugby nell'area urbana; RG Heidelberg, SC Neuenheim, TSV Handschuhsheim e Heidelberger RK militano stabilmente in Bundesliga, massima categoria nazionale tedesca.
Nel rugby league Heidelberg ha due squadre, Heidelberg Sharks e Rohrbach Hornets.
La città ospita anche l'USC Heidelberg, che ha vinto 9 campionati tedeschi di basket e rimane la seconda squadra di maggior successo nella storia del basket professionistico tedesco. È noto principalmente per il suo settore giovanile che ha sviluppato diversi membri della nazionale di basket tedesca.
Inoltre, il club di tennis più antico della Germania, fondato nel 1890, si trova a Heidelberg.

## Amministrazione

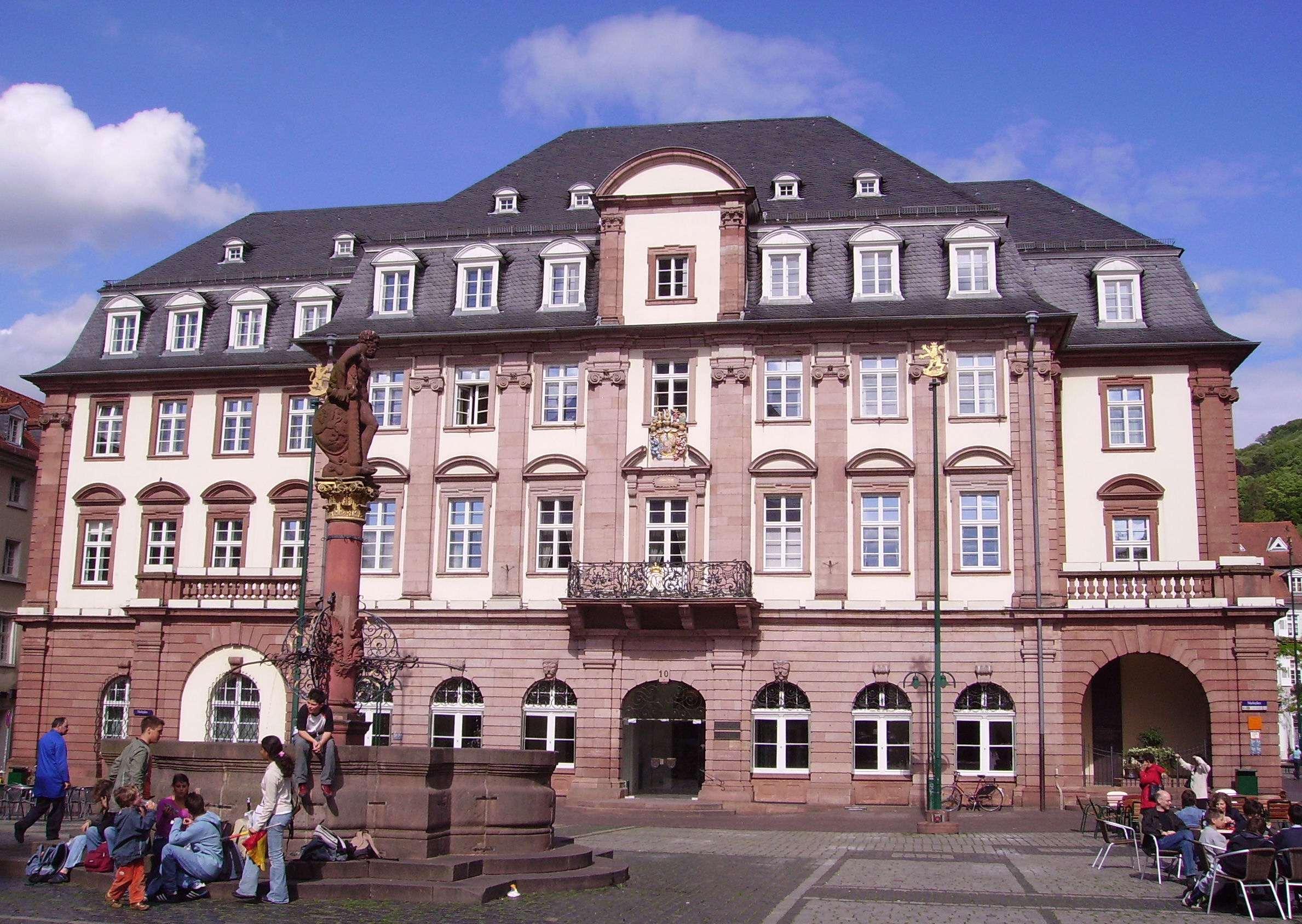
Il municipio, con la fontana di Ercole in primo piano

Il consiglio comunale di Heidelberg è composto da 48 seggi. A seguito delle ultime elezioni amministrative (2019), i Verdi hanno incrementato i loro seggi ottenendo la maggioranza relativa del consiglio con 16 seggi (31,9%), seguiti dalla CDU (7 seggi, 15%) e dalla SPD (7 seggi, 13,9%), entrambi in calo rispetto alle precedenti elezioni. 
Oltre al consiglio comunale, negli anni a Heidelberg sono stati creati alcuni comitati dedicati, come i consigli distrettuali, il consiglio dei migranti (che si occupa di questioni legate ai numerosi stranieri e migranti presenti nella città), il consiglio dei giovani, ecc. 

### Gemellaggi
- Montpellier, dal 1961